# Nuria Sureda Carrión
Nuria Sureda Carrión (Palma, 13 de gener de 1926 - ?, 4 de juliol de 1998) va ser una historiadora mallorquina, especialitzada en Tartessos a través de les fonts greco-llatines i epigràfiques.
Filla de Josep Sureda i Blanes (director el 1912 del laboratori de química general de la Residència d'Estudiants de la Junta per a l'Ampliació d'Estudis). Va presentar la seva tesi doctoral a finals dels anys 1970, publicada amb el títol Las fuentes sobre Tartessos y su relación con el sureste peninsular (Múrcia, 1979), en la qual defensava que Tartessos era a la zona de Cartagena, basant-se en la interpretació dels textos clàssics d'Heròdot, Estrabó, Plini el Vell, Polibi, Aviè i altres.
Els fonaments de les seves teories estan en què els ibers i els tartessis són d'origen autòcton, diferenciant-los dels fenicis clarament, i en els seus estudis critica la lectura tradicional d'alguns topònims citats per les fonts greco-llatines i proposa una identificació alternativa d'alguns topònims amb punts geogràfics actuals, com Ebre-Xúquer o les Columnes d'Hèrcules, seguint a Pere Bosch o Jérôme Carcopino.

## Obres
- 1968: Hipótesis sobre Tarschisch: esquemas para investigadores.
- 1972: Tartessos visto por Bosch Gimpera. Sucesores de Nogues.
- 1979: Las fuentes sobre Tartessos y su relación con el sureste peninsular. Universitat de Múrcia, 1979. ISBN 84-600-1498-3.
- 1988: La monarquía en la Historia Antigua de "Iberia".
- 1992: Atlántida y otros artículos. Historia y Vida.